# Ken Jenkins
Ken Jenkins (* 28. August 1940 in Dayton, Ohio) ist ein US-amerikanischer Schauspieler. Bekannt wurde er durch die Rolle des Dr. Bob Kelso in der Comedyserie Scrubs – Die Anfänger.

## Biographie
Ken Jenkins begann seine Karriere am Theater. Dort spielte er zunächst diverse Rollen in Stücken von Shakespeare und begann anschließend ein Studium der Schauspielkunst am Antioch College. Seine Theaterkarriere setzte er mit diversen Stücken am Broadway fort. Erst in den 1980er-Jahren, als er bereits im mittleren Alter war, übernahm er erste Rollen in Kinofilmen. Zu den bekanntesten zählen hierbei Matewan (1987), Mut zur Wahrheit (1996), Last Man Standing (1996) oder auch Der Anschlag (2002). Nach einer wiederkehrenden Rolle in der Gangsterserie Kampf gegen die Mafia Ende der 1980er-Jahre und einer der Hauptrollen in der Dramaserie Ein amerikanischer Traum zwischen 1991 und 1993 wurde er bei dem amerikanischen Fernsehpublikum deutlich bekannter. Seine wahrscheinlich bekannteste Rolle spielte Jenkins von 2001 bis 2010 in der von Bill Lawrence entwickelten Sitcom Scrubs – Die Anfänger als hitzköpfiger Chefarzt Dr. Robert Kelso. Dabei spielte er in insgesamt rund 175 Folgen an der Seite von Zach Braff und John C. McGinley. Danach hatte Jenkins von 2010 bis 2015 in der Serie Cougar Town eine wiederkehrende Nebenrolle als Vater von Courteney Cox’ Hauptfigur.
Jenkins war in erster Ehe von 1958 bis 1969 mit Joan Patchen verheiratet. Ein Jahr nach der Scheidung heiratete er seine Schauspielkollegin Katharine Houghton, eine Nichte von Katharine Hepburn. Die beiden sind bis heute verheiratet. Jenkins ist Vater von drei Kindern, darunter der Schauspieler Daniel Jenkins (* 1963).

## Filmografie (Auswahl)
- 1987: Matewan
- 1988: Inferno auf Rampe 7 (Disaster at Silo 7)
- 1988–1990: Kampf gegen die Mafia (Wiseguy, Fernsehserie, 10 Folgen)
- 1989: Raumschiff Enterprise – Das nächste Jahrhundert (Star Trek: The Next Generation, Fernsehserie, Folge 3x01 Die Macht der Naniten)
- 1989: Abyss – Abgrund des Todes (The Abyss)
- 1990: Air America
- 1990: Spionenbande (Family of Spies, Fernsehfilm)
- 1991: Liebe, Lüge, Mord (Love, Lies and Murder, Fernsehfilm)
- 1991: Slayer (Edge of Honor)
- 1991–1993: Ein amerikanischer Traum (Homefront, Fernsehserie, 40 Folgen)
- 1993: … und das Leben geht weiter (And The Band Played On, Fernsehfilm)
- 1993: Verrückt nach dir (Mad About You, Fernsehserie, Folge 2x04 Mit der Arbeit verheiratet)
- 1994: Stephen Kings The Stand – Das letzte Gefecht (The Stand, Fernsehserie, Folge 1x01 The Plague)
- 1995: Cybill (Fernsehserie, Folge 1x03 Schwiegereltern im Chaos)
- 1995: Hiroshima (Fernsehfilm)
- 1995: Legend (Fernsehserie, Folge 1x03 Legend on His President's Secret Service)
- 1995–2000: Chicago Hope – Endstation Hoffnung (Chicago Hope, Fernsehserie, 2 Folgen, verschiedene Rollen)
- 1996: Einsame Entscheidung (Executive Decision)
- 1996: Fled – Flucht nach Plan (Fled)
- 1996: Last Man Standing
- 1996: Mut zur Wahrheit (Courage Under Fire)
- 1996: Last Dance
- 1997: Babylon 5 (Fernsehserie, Folge 4x15 Die Befreiung von Proxima 3)
- 1997: New York Cops – NYPD Blue (Fernsehserie, Folge 4x18 Wiedersehen mit Joe)
- 1998: Allein gegen die Zukunft (Early Edition, Fernsehserie, Folge 3x08 Die Zeit läuft ab)
- 1998: Durst – Die Epidemie (Thirst, Fernsehfilm)
- 1998: Psycho
- 1998: Jagd auf Marlowe (Where’s Marlowe?)
- 1999: Pensacola – Flügel aus Stahl (Pensacola: Wings of Gold, Fernsehserie, Folge 3x07 Krieg, Lügen und Video)
- 1999–2000: Sliders – Das Tor in eine fremde Dimension (Sliders, Fernsehserie, 2 Folgen)
- 1999–2000: Beverly Hills, 90210 (Fernsehserie, 3 Folgen)
- 2000: Lucky Numbers
- 2000: Nur noch 60 Sekunden (Gone in 60 Seconds)
- 2001: Der Schneider von Panama (The Tailor of Panama)
- 2001: Akte X – Die unheimlichen Fälle des FBI (The X-Files, Fernsehserie, Folge 8x12 Underground)
- 2001: Ich bin Sam (I Am Sam)
- 2001–2010: Scrubs – Die Anfänger (Scrubs, Fernsehserie, 175 Folgen)
- 2002: Der Anschlag (The Sum of All Fears)
- 2002: Clockstoppers
- 2002: Fidel (Fernsehfilm)
- 2010–2015: Cougar Town (Fernsehserie, 19 Folgen)
- 2016: Der lange Weg (All the Way, Fernsehfilm)
- 2018: Eine Reihe betrüblicher Ereignisse (A Series of Unfortunate Events, Fernsehserie, Folgen 2x05–2x06)